# Embalse de Beni Haroun
El embalse de Beni Haroun se encuentra en el nordeste de Argelia, sobre el río Rummel, en la provincia de Mila. Su objetivo es abastecer de agua corriente a varias aglomeraciones urbanas y regar un área de unas 30.000 ha. Con una capacidad de cerca de 1000 millones de m³, forma el extremo inferior de un gran proyecto conocido como Complejo Hidráulico de Beni Haroun, junto a los embalses de Oued Athmania, Koudiat Medouar y Ourkis, de 35, 62 y 65 millones de m³ respectivamente. El sistema afecta a las provincias de Mila, Jijel, Constantina, Oum el-Bouaghi, Batna y Khenchela.
Para construir la presa de Beni Haroun se emplearon 1,5 millones de m³ de hormigón. El embalse tiene una capacidad de 960 millones de m³, aunque en 2012, alcanzó los 1000 millones de m³, excediendo en 40 millones su capacidad teórica.
El embalse recibe, además de las aguas del río Kebir, las de los ríos El Kotone y Enndja, por cuyo cauce se alarga el pantano una docena de kilómetros.
La ciudad de Mila se encuentra unos 10 km al sur de la presa, detrás del embalse. Para el acceso de la misma se han construido dos grandes puentes en la carretera RN 27. El primero, colgante, junto a la presa, y perpendicular a ella, llamado de Beni Haroun, y el segundo, el puente de Mila, en uno de los brazos posteriores, uniendo las ciudades de Grarem Gouga y Mila.

## La cuenca hidrológica y el complejo de Beni Haroun
El embalse de Béni Haroun está abastecido por dos cuencas. Al sur y al este, el río Rhumel, que drena, por un lado, las mesetas semiáridas del sur, con un aporte de 48,6 hm³ y menos de 400 mm anuales de lluvia, y por otro, el piedemonte al sur del Atlas telliano, más húmedo, una cuenca de 5320 km² y un aporte de 174 hm³ con un promedio pluviométrico de 600 mm. Al oeste, el río Ennedja, con una cuenca menor, de unos 1000 km² y unas precipitaciones medias de 700 mm, aporta unos 108 hm³. Aguas debajo de la presa, el río recibe el nombre de Kebir y alcanza un caudal de 827 hm³/año en El Ancer.
El embalse de Oued Athmania se encuentra en el río Rhumel, al noroeste de la provincia de Constantina, al sur de la ciudad de Mila. La presa tiene una altura de 44 m y una longitud de 630 m. Se completó en 2007 como parte del proyecto de transferencia de aguas de Béni Haroun. Se suma al viejo embalse de Oued Athmania, que se encuentra más al sur, junto a la ciudad de Oued Athmania. Fue acabado en 2007. Su objetivo es proporcionar agua potable y de riego a las ciudades de Constantina, Mila, Batna, Khenchela y Oum-El-Bouagui.
El embalse de Koudiat Medouar, conocido localmente como lago o embalse de Timgad, por la ciudad más cercana, se encuentra en el río Réboua, que después se llama Chemmora,  a 35 km al este de Batna y tiene una capacidad de 69 hm³. La presa tiene una altura de 48 m y una longitud de 1280 m, y se encuentra a una altitud de 996 m. Fue concluido en 2001. Su objetivo es proporcionar agua potable a las ciudades de Batna, Aris, Khenchela y Barika, agua para las industrias de Batna y regadío a las llanuras de Chemora, Batna y Taoufana.
El embalse de Ourkiss se empezó a construir en 2006 y se concluyó en 2012 con un coste de 7800 millones de dinares, tiene una capacidad de 65,4 hm³, la altura de la presa es de 40,6 m y su longitud de 407 m. Se encuentra a una altitud de 950 m y su objetivo es mantener el nivel de las aguas en Athmania y contribuir al sistema de transferencia de aguas de Béni Haroun. También cumple el objetivo de proporcionar agua para el regadío de 18.000 ha en la llanura de Chemora, y una vez concluida la estación de bombeo, proporcionará agua potable e industrial a las ciudades de Ain Mlila, Ain Kercha, Ain Fakroun y Ain Beida.
La empresa Sinohydro se encarga de la construcción de la mayor parte de las canalizaciones. En 2012, los acuerdos incluían la construcción de 694 km de tuberías y 6 estaciones de bombeo.